# 末村謙之輔
末村 謙之輔（すえむら けんのすけ、Suemura Kennosuke、1966年1月29日 - ）は、日本のゲームミュージック作曲家、編曲家。東京都中野区出身。

## 略歴
中学生の頃からバンド活動を始め、20歳の時に渡米しミュージシャンズ・インスティチュート（MI）に留学。同時に作曲・オーケストレーションなどを学ぶ。帰国後はサウンドクリエイターとして、ゲームミュージック・劇伴音楽を中心に活動。1996年には収録スタジオであるスタジオPJを設立。
2009年にバンダイナムコエンターテインメントから発売された『スーパーロボット大戦K』で作曲を担当した一部のオリジナルBGMに、他社制作のゲームの楽曲の盗用が発覚し、開発チーム及びメーカー側が公式に謝罪する事態となった。本人も問題発覚後の2017年に自身のブログでこの件についての謝罪と釈明についてのエントリーを掲載した。以後、同作を最後に公での活動は途絶えている。

## サウンドトラック・楽曲提供CD
- 超人学園ゴウカイザー（PCCB-00176:ポニーキャニオン）
- 天外魔境 真伝 （PCCB-00191:ポニーキャニオン）
- マネーアイドルエクスチェンジャーイメージコレクション（PCCB-00260:ポニーキャニオン）
- ゼロヨンチャンプRRZ GM PROGRESS 3（MGCD-1010・販売：ポリグラム）
- バッケンローダー（MJCA-00028:マーベラス/ポニーキャニオン）
- 見つけた奇跡/ティンカーベル「Maxi Single」（SBLB-2001:徳間ジャパン）
- When There`s Will There`s a Way/FD「MaxiSingle」（KICA-5025:インターチャネル）
- 「フェイバリットディア
  - キャラクター・ソング・ファイルス 1  （KICA-5028:インターチャネル）
  - キャラクター・ソング・ファイルス 2 （KICA-5029:インターチャネル）
- BLAST!（KDSD-00022:ソニー・ミュージックマーケティングユナイテッド）
- CLOVER/ROOT「Maxi Single」 （PJCC-0001:COTTON CLUB MUSIC/ムービック）
- HOSHIGAMI ORIGINAL SOUND TRACK（YELLOW TUNE TRACKS/BMドットスリー）
- バトルファンタジア（YELLOW TUNE TRACKS/BMドットスリー）
- 不如帰（YELLOW TUNE TRACKS/BMドットスリー）

## アニメ・ドラマ
- センチメンタルグラフティ（ムービック）
  - 2　-あの日のままの君でいて-（MACM-1002）
  - 3　-再開5秒前　出会った頃のように1-（MACM-1003）
  - 4　-再開5秒前　出会った頃のように2-（MACM-1004）
  - 5　-想い出のスクールデイズ1-（MACM-1010）
  - 6　-想い出のスクールデイズ2-（MACM-1011）
  - 7　-東京集合! 1（MACM-1012）
  - 8　-東京集合! 2（MACM-1013）
  - 9　-東京集合! 3（MACM-1014）
  - 10 -想い出は永遠に・・・ （MACM-1032）
- フレンズ「サウンドドラマCD」（ムービック）
  - 上巻（MACM-1015）
  - 下巻（MACM-1016）
- 卒業M（Plus）（ムービック）
  - 日常的イリュージョン（MACM-1021）
  - デイリーアルバイター（MACM-1022）
  - M+真夜中のCDスペシャル（MACM-1023）
- テイルズ オブ デスティニー「サウンドドラマCD」（ムービック/パイオニアLDC）
  - 地上編　VOL 1 （MACM-1026）
  - 地上編　VOL 2（MACM-1027）
  - 地上編　VOL 3（MACM-1028）
  - 天上編　VOL 1（MACM-1046）
  - 天上編　VOL 2（MACM-1047）
  - 天上編　VOL 3（MACM-1048）
- テイルズ オブ ファンタジア「サウンドドラマCD」（ムービック/パイオニアLDC）
  - Chapter 1（MACM-1043）
  - Chapter 2（MACM-1044）
  - Chapter 3（MACM-1045）
  - アンソロジー第一巻（MACM-1094）
  - アンソロジー第二巻（MACM-1095）
- テイルズ オブ エターニア（ムービック）
  - 上巻　Labyrinth forget-me-not  （MACM-1145）
  - 下巻　Labyrinth forget-me-not （MACM-1146）
- ゼノサーガ「サウンドドラマCD」（ムービック/パイオニアLDC）
  - アウターファイル01（MACT-1002）
  - アウターファイル02（MACT-1003）
  - アウターファイル03（MACT-1004）
- マネーアイドルエクスチェンジャー「サウンドドラマCD」（パイオニアLDC）
- 卒業MドラマCDシリーズ Mにまかせろ Vol.3（COCC-14159:日本コロムビア）
- OVA「銀河戦記～地球よ永遠に～」「胸きゅんハートフルカフェ」
- お嬢さま特急ドラマCD&文化放送ラジオドラマ（ポリグラム）
  - 上巻（POCX-1102）
  - 下巻（POCX-1103）
- 神様がいっぴき「サウンドドラマCD」（KICA-5030：インターチャネル/キングレコード）
- ヴァイツブレイド遥か彼方の物語「サウンドドラマCD」（NECA-30006：キングレコード）
- 封神演技「サウンドドラマCD」（コーエー・ユニバーサルミュージック）
  - LEVEL-1（KECH-1152）
  - LEVEL-2（KECH-1153）
  - LEVEL-3（KECH-1154）
- ドラマCD 華族探偵「泰成」 （幻冬舎コミックス）
- アニメ DOGS

## ゲーム音楽作品
- 1992年
  - 3×3EYES 聖魔降臨伝（7月28日）
- 1993年
  - バトルドッジボールII（7月23日）
  - サンダーバード 国際救助隊出動せよ!（9月10日、SFC）
  - 餓狼伝説2（11月26日、SFC）SHRIMP H.と共同
- 1994年
  - 超原人（7月22日）西沢正明と共同
  - バトルジョッキー（12月22日）海老原博と共同
- 1995年
  - 天外魔境 真伝（6月20日）西沢正明と共同
  - ゼロヨンチャンプRR-Z（11月25日）
  - ザ・グレイトバトルV（12月22日）富樫則彦と共同
- 1996年
  - デジクロ（11月1日）
- 1997年
  - マネーアイドルエクスチェンジャー（1月15日）富樫則彦と共同
  - 西陣パチンコ天国 Vol.1（1月31日）
  - 水木しげるの妖怪武闘伝（4月25日）
  - シュレディンガーの猫（5月30日）
  - 西陣パチンコ天国 Vol.2（7月24日）
  - サターンボンバーマンファイト!!（12月11日）サウンドプログラムを担当
- 1998年
  - もんすたあ★レース（3月6日、GB）
  - …いる!（3月26日）
  - ザ・ドラッグストア（8月6日）
  - バッケンローダー（8月6日）製作業のみ担当
  - どきどきポヤッチオ（9月10日）植木啓示と共同
  - もんすたあ★レース おかわり（10月2日）
  - 御意見無用II（10月29日）
  - ファミレスへようこそ!（11月5日）
  - もんすたあ★レース（12月17日、PS）
- 1999年
  - もんすたあ★レース2（3月12日）
  - 人生ゲーム 友達たくさんつくろうよ!（4月23日、GB）
  - サブマリンハンター鯱（11月2日）
- 2000年
  - ゲイルガンナー（2月24日）エンディング曲のみ担当
  - さくらももこ劇場 コジコジ（4月20日）
  - ブレイブサーガ2（5月2日）
  - 鈴木爆発（7月6日）サウンドディレクション
  - 六門天外モンコレナイトGB（12月1日）
  - でじこのまいブラ（12月14日）
- 2001年
  - 無敵王トライゼノン（3月9日、GB）
- 2002年
  - 冤罪 eine falsche Beschuldi-gung（9月13日）
- 2003年
  - ガチャステ!ダイナデバイス2（12月5日）
  - シナモロール ここにいるよ（12月5日）
- 2004年
  - ドラゴンボールZ 舞空闘劇（3月26日）
  - サムライスピリッツ零SPECIAL（4月22日）
  - スーパーリアル麻雀 同窓会（11月4日）
  - デュエル・マスターズ3（12月16日）
- 2005年
  - ナノブレイカー（1月27日）
  - サムライスピリッツ 天下一剣客伝（9月14日）
  - 必殺裏稼業（9月22日）エンディング曲のみ担当
  - ドラゴンボールZ 舞空烈戦（12月1日）
  - 北斗の拳（12月6日）
- 2006年
  - SUDOKU 数独（3月23日）
  - ランブルローズXX（3月30日）
  - GUILTY GEAR JUDGMENT（8月24日）
  - 数独2 Deluxe（12月21日）
- 2007年
  - スーパーロボット大戦W（3月1日）
  - バトルファンタジア（4月26日）
  - HOSHIGAMI -ホシガミ-（5月24日）
  - クロスワードDS + 世界1周クロス（10月25日）
- 2008年
  - 戦国絵札遊戯 不如帰 -HOTOTOGISU- 乱（11月13日）
- 2009年
  - スーパーロボット大戦K（3月20日）

## BGM盗用問題
発売直後、ゲーム内で使用されているオリジナル曲の内、末村謙之輔が作曲を担当したものの中に『エストポリス伝記II』のBGM「地上を救う者」（作曲：塩生康範）および『クロノ・トリガー』のBGM「魔王決戦」（作曲：光田康典）からの盗用がなされていたものがあったことが発覚した。著作権を侵害したとして2009年8月19日にバンダイナムコゲームスの公式サイトに楽曲の無断使用に対する謝罪文が掲載された。また発覚当時シリーズのチーフプロデューサーであった寺田貴信もシリーズ公式ブログにて謝罪文を掲載している。